# 메가스터디 러셀
메가스터디 러셀은 메가스터디교육이 2015년 런칭한 개인 맞춤형 학습공간이다.
러셀의 철학은 학생중심이며, 단과학원의 장점인 학생 개개인의 학업 성취도에 따른 검증된 현장강의를 선택적으로 수강할 수 있는 기회를 제공하며, 종합반의 장점인 학습 및 입시관리, 독학재수학원의 장점인 충분한 자습시간 확보, 프리미엄 독서실의 쾌적한 학습환경 등을 모두 모은 신개념 융합형 학원이다.
단과, 종합반, 독학재수, 프리미엄 독서실의 장점을 모은 메가스터디 러셀은, 지난 2015년 러셀 대치를 시작으로 강남, 목동, 부천, 분당, 센텀(부산), 영통, 평촌 등 8개 학원을 운영하고 있으며, 2018년 최상위권 남학생 전문관 러셀기숙과 러셀중계를 개원하였다. 여기에 학생부 종합전형 및 체계적인 내신 준비를 위한 학종설계, 내신관리 전문 브랜드 피켈을 운영하고 있다.
기존 오프라인 기숙학원은 대입 종합반 위주의 정형화한 교육이 이뤄지지만, 개인 맞춤형 학습공간 ‘러셀’을 기숙학원 형태로 발전시킨 러셀 기숙학원은 학생별로 취약한 과목을, 각 과목별 수준별로 수업하며, 출강 강사진으로는 온라인 인강 강사와 오프라인 강남, 대치 러셀 학원 강사가 출강한다.
단과 수업과 의무자습이 한 건물에서 이뤄지며, 바른공부 자습전용관(자습관)과 수업하는 공간(강의실)이 분리되어 있다.

## 메가스터디 러셀 연혁
- 2014년 9월: 러셀 대치학원 개원.
- 2016년 6월: 러셀 목동학원 개원.
- 2016년 6월: 러셀 분당학원 개원.
- 2016년 10월: 러셀 센텀(부산)학원 개원.
- 2016년 11월: 러셀 강남학원 개원.
- 2016년 12월: 러셀 평촌학원 개원.
- 2017년 1월: 러셀 부천학원 개원.
- 2017년 11월: 러셀 영통학원 개원.
- 2018년 10월: 러셀 중계학원 개원.
- 2018년 10월: 러셀 기숙학원 개원.